# Punta Barros
Punta Barrios ist eine Landspitze von Deception Island im Archipel der Südlichen Shetlandinseln. Im Port Foster markiert sie die nördliche Begrenzung der Einfahrt zur Pendulum Cove.
Wissenschaftler der 13. Chilenische Antarktisexpedition (1958–1959) kartierten sie. Namensgeber ist Ramón Barros González, der Leiter dieser Forschungsreise.